# Le Sentier du Baroque
Le Sentier du Baroque (Barockstigen) är en vandringsled som går på sluttningen av Mont Jolymassivet och nere i Mont Joiedalen med början i Combloux, nära Megève. Den slutar vid Notre Dame de la Gorge, bortom Contamines. Stigen bjuder omväxlande på natur- och kulturupplevelser. Under vandringen har man även en fin utsikt över det mäktiga Mont Blancmassivet tvärs över dalen.